# Minervalaan

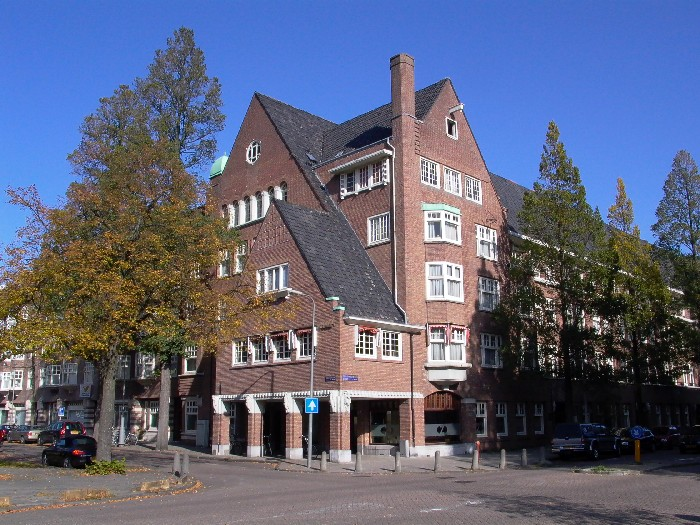
Woningen op de hoek van de Minervalaan en de Gerrit van der Veenstraat.

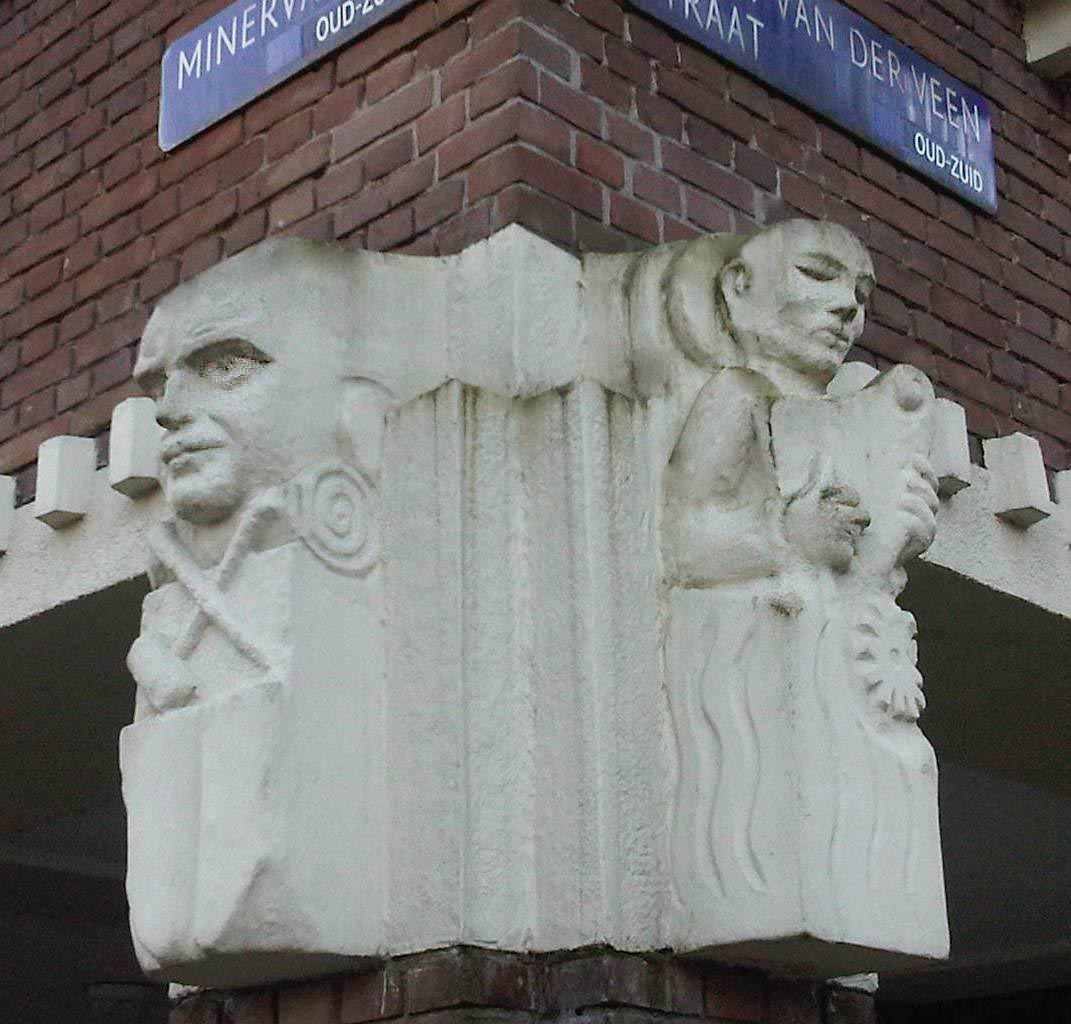
Hoekrelief Minervalaan / Gerrit van der Veenstraat.

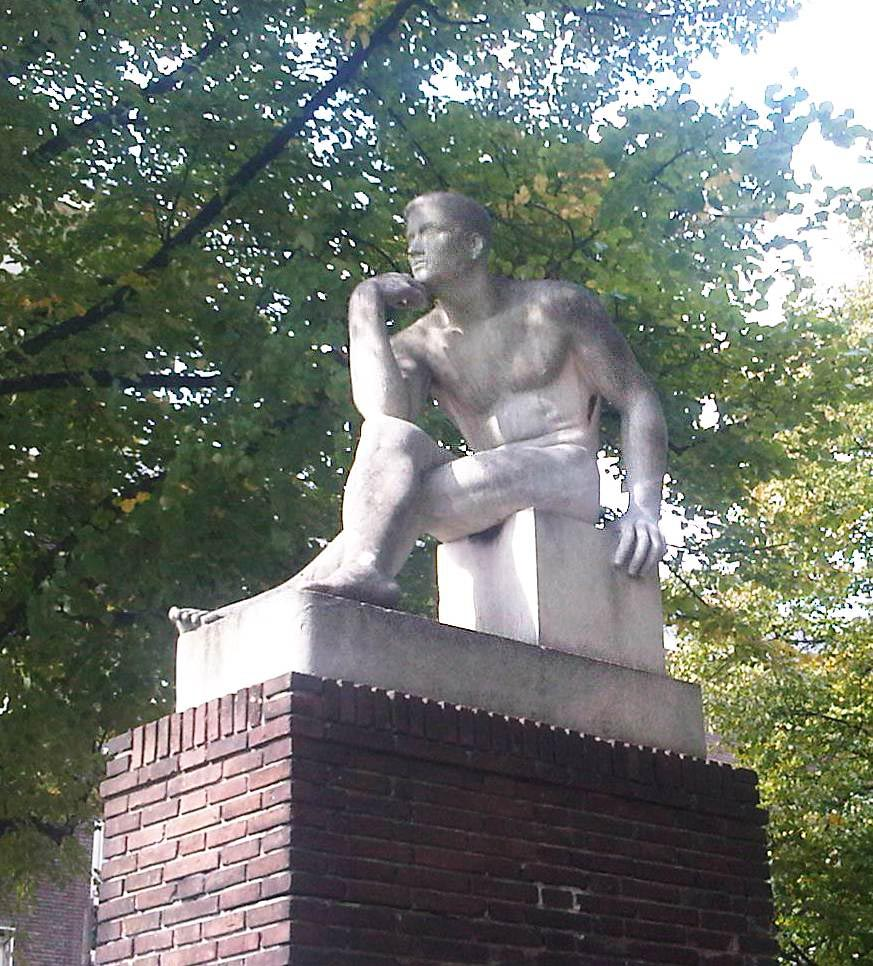
De rustende atleet. Steenplastiek van Jan Havermans (1892 - 1964). Hoek Minervaplein/Minervalaan.

De Minervalaan is een straat in het Amsterdamse stadsdeel Zuid. De straat is vernoemd naar de Romeinse godin Minerva. Zij stond voor het verstand.

## Ligging
De Minervalaan begint bij de Apollolaan, ter hoogte van het Hilton Hotel. Vanaf het hotel is het mogelijk door de gehele laan te kijken. De laan loopt tot de 
Prinses Irenestraat. Halverwege kruist de laan het Minervaplein.  Ter hoogte van de Stadionkade stopt de straat en gaat aan de overkant van het water weer verder. De overzijde is bereikbaar via de Ina Boekbinderbrug, die alleen toegankelijk is voor voetgangers en fietsers.

## Karakter
De Minervalaan is een van de weinige 'avenues' in Amsterdam. Het is een brede straat met in het noorden enkele woonblokken met appartementen. Vanaf de brug staan er langs de straat vrijstaande villa's. Dit gedeelte van de stad wordt ook wel 'de Goudkust van Amsterdam' genoemd. In het midden van de Minervalaan ligt een brede groenstrook.
Oorspronkelijk was het de bedoeling dat de Minervalaan de belangrijkste toegangsweg naar het Zuiderstation zou worden. In de originele bouwplannen was voorzien dat de laan een winkelstraat zou worden, maar om onduidelijke redenen werd die rol toebedeeld aan de verderop gelegen Beethovenstraat. Er werd rekening gehouden met het feit dat er winkels gesitueerd zouden worden, doordat bij sommige straathoeken extra grote deuren en ramen in de gevel werden geplaatst. De winkels zijn er nooit gekomen. De straat heeft louter een woonfunctie en bedrijven zijn er slechts aan het begin van de straat gevestigd. Ook is de laan geen belangrijke doorgangsweg geworden zoals gepland.
De Minervalaan (het deel voor de brug) is gebouwd in de jaren twintig in stijl van de Amsterdamse School, maar de straat wordt soms getypeerd als saai en 'een chique achterafstraat'. Op de hoeken met de Gerrit van der Veenstraat, waar oorspronkelijk de winkels hadden moeten komen, zijn poorten gecreëerd waar mensen onderdoor kunnen lopen. Boven de poorten bevinden zich ook appartementen. Nabij de vier hoeken met de Gerrit van der Veenstraat, zijn steeds vier gebeeldhouwde kapitelen aangebracht met in totaal 10 reliëfs. Deze reliëfs zijn gehouwen door de beeldhouwers Anton Rädecker, Jaap Kaas en Theo Vos.
De huizen ten zuiden van het Zuider Amstelkanaal liggen in de Prinses Irenebuurt en zijn in de jaren vijftig en zestig gebouwd. Het gazon in het midden is hier beplant met een dubbele rij vleugelnootbomen.

### Trivia
De oud-burgemeester van Amsterdam, Schelto Patijn, woonde nadat hij met pensioen ging tot aan zijn dood aan de Minervalaan.